# Gamelia rubriluna
Gamelia rubriluna är en fjärilsart som beskrevs av Walker 1862. Gamelia rubriluna ingår i släktet Gamelia och familjen påfågelsspinnare. Inga underarter finns listade i Catalogue of Life.